# Difesa Rat
La difesa Rat o difesa Wade è l'apertura degli scacchi caratterizzata dalle mosse:
1. d4 d6

Statisticamente è la quinta mossa più giocata in risposta a 1.d4, ma solitamente genera impianti privi di autonomia e si riconduce ad aperture più giocate per trasposizione di mosse, quali la difesa Pirc (dopo 2.e4 Cf6 3.Cc3 g6), la difesa Philidor (dopo 2.e4 e5 3.Cf3) e così via.
Gli impianti indipendenti della difesa Rat si hanno quando il nero non sviluppa il cavallo in f6 oppure ne ritarda lo sviluppo fortemente.